# Ordu
Ordu je město v Turecku, Černomořském regionu, ležící na břehu Černého moře. Na konci roku 2010 zde žilo 141 341 obyvatel. Město je známým centrem zpracování lískových oříšků, sídlí zde také firma Sağra, jejíž továrna na výrobnu oříškové čokolády je místní atrakcí. Lískový oříšek je také ve znaku města.